# حصار مراكش
بعد أن توفى علي بن يوسف واستلم ابنه تاشفين بن علي الحكم، تفوق جيش الموحدين على جيش المرابطين، وسقطت كل من سلجماسة وتلمسان وفاس في يد الموحدين، فتطلع الخليفة عبد المؤمن لدخول مراكش و إنهاء حكم المرابطين نهائيا فضرب حصارًا خانقًا على مراكش امتد لمدة 9 أشهر حتى تضرر سكان المدينة من هذا الحصار فاضطر إسحاق بن علي للاستسلام وحاول الهروب فاختبأ في أحد قلاع جده يوسف بن تاشفين بالمدينة. ألا أنه لم يلبث طويلا حتى وقع أسيرا لدى الموحدين فطلب الرحمة إلا أن عبد المؤمن ضربه في عنقه فمات.